# Бердников, Сергей Николаевич
Сергей Николаевич Бердников (род. 21 октября 1962, Магнитогорск, Челябинская область) — российский политический деятель, топ-менеджер Магнитогорского металлургического комбината (2003—2016), депутат 4 и 5 созывов Магнитогорского городского Собрания депутатов (2010—2016), глава города Магнитогорска (с 25 октября 2016 года). 

## Биография
Сергей Бердников родился 21 октября 1962 года в Магнитогорске в семье служащих. Отец работал директором городского парка, мама — учителем. Трудовую деятельность начал в 1981 году слесарем на Гранитном карьере треста «Магнитострой».
В 1982 году окончил Магнитогорский строительный техникум по специальности «Эксплуатация и ремонт строительных машин и оборудования», в 1990 году — Магнитогорский горно-металлургический институт им. Г. И. Носова по специальности «Механическое оборудование заводов черной металлургии», в 1999 и 2004 году прошел профессиональную переподготовку в Государственном университете управления по программе «Корпоративное управление» и в Академии народного хозяйства при Правительстве РФ по программе «Деловое администрирование».
С 1982 по 1984 год проходил службу в Вооруженных Силах СССР. 
С 1985 по 1986 год работал на Магнитогорском металлургическом комбинате слесарем по ремонту металлургического оборудования, а с 1986 по 1991 год — на Магнитогорском заводе «Ремстроймаш» старшим мастером, мастером и начальником смены цеха № 1.
В период с 1991 по 2000 год прошел путь от мастера до начальника цеха металлоконструкций ЗАО «МАРС». С 2001 по 2003 год — заместитель начальника управления (в промышленности) интеграционной политики ОАО «ММК».
С 2003 года — заместитель директора по экономике и финансам, а с 2008 года — директор ЗАО «МРК».
В 2012 году продолжил трудовую деятельность в Дирекции ОАО «ММК» заместителем директора по капитальному строительству, а в 2014 году был переведен в управление капитального строительства начальником управления (в промышленности).

## Политическая деятельность
С 2010 по 2016 год депутат 4 и 5 созывов Магнитогорского городского Собрания депутатов, заместитель председателя Собрания, член комиссий по законодательству и местному самоуправлению; по городскому хозяйству, строительству и экологии.
С 1 августа 2016 года назначен на должность заместителя главы города, а с 28 сентября 2016 года исполнял полномочия главы города Магнитогорска.
25 октября 2016 года назначен главой города Магнитогорска.

## Награды
- Медаль ордена «За заслуги перед Отечеством» I степени (30 декабря 2022) — за достигнутые трудовые успехи и многолетнюю добросовестную работу[2]
- Медаль ордена «За заслуги перед Отечеством» II степени (7 декабря 2000) — за большой вклад в реконструкцию производства и ввод в эксплуатацию новых агрегатов и объектов[3]
- Медаль «За отличие в ликвидации последствий чрезвычайной ситуации»
- Медаль «За заслуги перед Челябинской областью» II степени (13 марта 2025) — за вклад в социально-экономическое развитие города Магнитогорска, деятельность по обеспечению благополучия населения, высокий профессионализм, многолетний добросовестный труд
- Почетная грамота Министерства промышленности и природных ресурсов Челябинской области (2012 год)
- Благодарность Председателя Совета Федерации Федерального Собрания Российской Федерации (2021 год)